# سیکلوپنتادی‌ان
سیکلوپنتادی‌ان (به انگلیسی: Cyclopentadiene) یک ترکیب شیمیایی با شناسه پاب‌کم ۷۶۱۲ است. شکل ظاهری این ترکیب، مایع بی‌رنگ است.